# Seznam rektorjev Univerze na Primorskem
Seznam rektorjev Univerze na Primorskem.

## Seznam
| #  | Slika                     | Ime             | Mandatno obdobje     |
| -- | ------------------------- | --------------- | -------------------- |
| 1. | Klikni za spremembo slike | Lucija Čok      | 2003–2007            |
| 2. | Klikni za spremembo slike | Rado Bohinc     | 2007–2011            |
| 3. | Klikni za spremembo slike | Dragan Marušič  | 2011–2015, 2015–2019 |
| 4. | Klikni za spremembo slike | Klavdija Kutnar | 2019–2023, 2023–     |